# Queso árabe
En los países árabes de Oriente Medio, el queso (llamado جُبْنَة ŷibne en árabe) generalmente es un queso fresco blando y de textura granulosa. Originalmente se hacía con leche de cabra u oveja, aunque versiones modernas usan de vaca. Para diferenciarlo de otros tipos de queso, también es llamado queso árabe (جبنة عربية ŷibne ʿárabi). Se usa para cocinar o como queso de mesa. Con este queso se rellenan una variedad de dulces y pastelitos, como el knafe. Es especialmente popular en la región del golfo pérsico. Una variante es el ŷibne mshalale, un queso deshilachado de Siria. 
Junto con el labne (yogur), el queso árabe es uno de los lácteos más comunes de la gastronomía árabe. La leche fresca es poco común, pues el clima no lo permite. Ya desde la Antigüedad, la leche recién ordeñada se vertía en un pellejo de cabra, en el que rápidamente espesaba, se agriaba y se dejaba cuajar para formar el queso. La práctica sigue dándose de forma aislada entre ciertos grupos beduinos. No ha sido hasta la llegada de los electrodomésticos que los hogares árabes han incorporado la leche a su dieta.  